# Nikol Joseph Cauchi
Nikol Joseph Cauchi   (Għarb, 2 de març de 1929 - Mater Dei Hospital, 15 de novembre de 2010) va ser un prelat maltès de l'Església catòlica, que serví com a bisbe de Gozo.
Ordenat el 1952, va ser nomenat bisbe auxiliar de la diòcesi de Gozo el 1967, sent nomenat bisbe diocesà el 1972, retirant-se el 2005 per motius d'edat. Va morir el 2010, als 81 anys.